# Віллі Морган
Віллі Морган (англ. Willie Morgan; нар. 2 жовтня 1944, Аллоа) — шотландський футболіст, що грав на позиції півзахисника.
Виступав, зокрема, за «Манчестер Юнайтед», а також національну збірну Шотландії, у складі якої зіграв на чемпіонаті світу 1974 року.

## Клубна кар'єра
Молодий шотландський вінгер Віллі Морган перейшов в англійський «Бернлі» у 1961 році, почавши з виступів за молодіжний та резервний склади команди. Його дебют за основний склад «бордових» відбувся 23 квітня 1963 року в матчі проти «Шеффілд Венсдей» на стадіоні «Гіллсборо». Сам Морган забивав не дуже багато, але його стрімкі кроси на правому фланзі часто приводили до взяття воріт суперників. Лінія нападу «Бернлі» в середині 60-х була одна з найсильніших в Англії. З'явилися чутки про те, що Морган піде з клубу за великі гроші.
За чутками, талановитий шотландець збирався перейти в «Лідс Юнайтед», проте влітку 1968 року Морган перейшов в «Манчестер Юнайтед» за рекордну суму в 117 тис. фунтів. За сім сезонів, проведених у «Юнайтед», він зіграв 296 матчів і забив 34 м'ячі. 
Одразу по завершенні сезону 1974/75, за підсумками якого «Юнайтед» повернувся в Перший дивізіон, Морган, який був тоді капітаном команди, перейшов в рідній «Бернлі». Причиною цього переходу вважається публічна сварка Моргана з головним тренером «Юнайтед» Томмі Догерті, а також поява у складі «червоних дияволів» молодого талановитого вінгера Стіва Коппелла. Повернення Моргана на «Терф Мур» виявилося невдалим і вже наступного року він перейшов в клуб Другого дивізіону «Болтон Вондерерз». Багато хто вважав це завершенням кар'єри для 32-річного футболіста, але Морган довів зворотне. Він допоміг «Болтону» вийти в Перший дивізіон і грав за «рисаків» ще чотири роки. Також Моргану вдавалося поєднувати гру в англійському клубі з літніми виступами у клубах НАСЛ «Чикаго Стінг» та «Міннесота Кікс», в яких він виступав на правах оренди. Останній у своїй кар'єрі сезон 1980/81 Морган провів в англійському клубі «Блекпул».
Завершив професійну ігрову кар'єру у клубі «Блекпул», за команду якого виступав протягом 1980—1981 років у Третьому дивізіоні.

## Виступи за збірну
21 жовтня 1967 року дебютував в офіційних іграх у складі національної збірної Шотландії у матчі проти збірної Північної Ірландії на «Віндзор Парк» в Белфасті в рамках Домашнього чемпіонату Великої Британії.
У складі збірної був учасником чемпіонату світу 1974 року у ФРН, де зіграв у двох матчах — проти бразильців (0:0) та югославів (1:1). Після мундіалю за збірну більше не грав.
Всього протягом кар'єри у національній команді провів у формі головної команди країни 21 матч, забивши 1 гол.

## Статистика виступів
| Клуб              | Сезон             | Ліга | Ліга | Кубки | Кубки | Єврокубки | Єврокубки | Інші | Інші | Разом | Разом |
| Клуб              | Сезон             | Ігри | Голи | Ігри  | Голи  | Ігри      | Голи      | Ігри | Голи | Ігри  | Голи  |
| ----------------- | ----------------- | ---- | ---- | ----- | ----- | --------- | --------- | ---- | ---- | ----- | ----- |
| Бернлі            | 1960/61           | 0    | 0    | 0     | 0     | 0         | 0         | 0    | 0    | 0     | 0     |
| Бернлі            | 1961/62           | 0    | 0    | 0     | 0     | 0         | 0         | 0    | 0    | 0     | 0     |
| Бернлі            | 1962/63           | 2    | 0    | 0     | 0     | 0         | 0         | 0    | 0    | 2     | 0     |
| Бернлі            | 1963/64           | 25   | 4    | 5     | 1     | 0         | 0         | 0    | 0    | 30    | 5     |
| Бернлі            | 1964/65           | 35   | 3    | 1     | 0     | 0         | 0         | 0    | 0    | 36    | 3     |
| Бернлі            | 1965/66           | 39   | 2    | 8     | 0     | 0         | 0         | 0    | 0    | 47    | 2     |
| Бернлі            | 1966/67           | 40   | 3    | 4     | 1     | 8         | 0         | 0    | 0    | 52    | 4     |
| Бернлі            | 1967/68           | 42   | 7    | 6     | 0     | 0         | 0         | 0    | 0    | 48    | 7     |
| Бернлі            | Разом             | 183  | 19   | 24    | 2     | 8         | 0         | 0    | 0    | 215   | 21    |
| Манчестер Юнайтед | 1968/69           | 29   | 6    | 5     | 1     | 4         | 1         | 2    | 1    | 40    | 9     |
| Манчестер Юнайтед | 1969/70           | 35   | 7    | 14    | 2     | 0         | 0         | 0    | 0    | 49    | 9     |
| Манчестер Юнайтед | 1970/71           | 25   | 3    | 4     | 0     | 0         | 0         | 3    | 0    | 32    | 3     |
| Манчестер Юнайтед | 1971/72           | 35   | 1    | 13    | 2     | 0         | 0         | 1    | 0    | 49    | 3     |
| Манчестер Юнайтед | 1972/73           | 39   | 3    | 5     | 1     | 0         | 0         | 4    | 0    | 48    | 4     |
| Манчестер Юнайтед | 1973/74           | 41   | 2    | 3     | 0     | 0         | 0         | 0    | 0    | 44    | 2     |
| Манчестер Юнайтед | 1974/75           | 34   | 3    | 8     | 1     | -         | -         | 0    | 0    | 42    | 4     |
| Манчестер Юнайтед | Разом             | 238  | 25   | 52    | 7     | 4         | 1         | 10   | 1    | 304   | 34    |
| Бернлі            | 1975/76           | 13   | 0    | 4     | 1     | 0         | 0         | 0    | 0    | 17    | 1     |
| Бернлі            | Разом             | 13   | 0    | 4     | 1     | 0         | 0         | 0    | 0    | 17    | 1     |
| Болтон Вондерерз  | 1975/76           | 10   | 0    | 0     | 0     | -         | -         | 0    | 0    | 10    | 0     |
| Болтон Вондерерз  | 1976/77           | 41   | 1    | 8     | 2     | -         | -         | 0    | 0    | 49    | 3     |
| Болтон Вондерерз  | 1977/78           | 41   | 4    | 7     | 0     | -         | -         | 0    | 0    | 48    | 4     |
| Болтон Вондерерз  | 1978/79           | 41   | 2    | 3     | 0     | 0         | 0         | 0    | 0    | 44    | 2     |
| Болтон Вондерерз  | 1979/80           | 22   | 3    | 6     | 0     | 0         | 0         | 0    | 0    | 28    | 3     |
| Болтон Вондерерз  | Разом             | 155  | 10   | 24    | 2     | 0         | 0         | 0    | 0    | 179   | 12    |
| → Чикаго Стінг    | 1977              | 20   | 3    | -     | -     | -         | -         | -    | -    | 20    | 3     |
| → Чикаго Стінг    | Разом             | 20   | 3    | 0     | 0     | 0         | 0         | 0    | 0    | 20    | 3     |
| → Міннесота Кікс  | 1978              | 19   | 2    | -     | -     | -         | -         | -    | -    | 19    | 2     |
| → Міннесота Кікс  | 1979              | 26   | 1    | -     | -     | -         | -         | -    | -    | 26    | 1     |
| → Міннесота Кікс  | 1980              | 27   | 1    | -     | -     | -         | -         | -    | -    | 27    | 1     |
| → Міннесота Кікс  | Разом             | 72   | 4    | 0     | 0     | 0         | 0         | 0    | 0    | 72    | 4     |
| Блекпул           | 1980/81           | 30   | 2    | 0     | 0     | -         | -         | 0    | 0    | 30    | 2     |
| Блекпул           | 1981/82           | 12   | 2    | 0     | 0     | -         | -         | 0    | 0    | 12    | 2     |
| Блекпул           | Разом             | 42   | 4    | 0     | 0     | 0         | 0         | 0    | 0    | 42    | 4     |
| Всього за кар'єру | Всього за кар'єру | 723  | 65   | 104   | 12    | 12        | 1         | 10   | 1    | 849   | 79    |